# She’s Gone
She’s Gone ist ein Pop-Rock-Song, der von den britischen Rock- und Popmusikern Eric Clapton und Simon Climie geschrieben wurde. Erschienen ist der Titel am 10. März 1998 auf Claptons Studioalbum Pilgrim. Die Verlagsrechte teilen sich die Universal- (Universal Polygram International Publishing) und Warner Music Group (WB Music).

## Charakteristika des Songs und Erstaufnahme
Das Stück steht in der Originaltonart e-Moll. Aufgenommen wurde der Song in den Ocean Way Studios, Los Angeles, und den Olympic Studios in London. Als Gitarrist und Sänger wirkte Eric Clapton auf der Aufnahme. Begleitet wurde er von Nathan East am Bass, Greg Phillinganes am Keyboard sowie Tony Rich, der Background Vocals beitrug. Das Drum-Programming übernahm Paul Waller.

## Rezeption, Charts, Veröffentlichungen
Kritikerin Natalie Nichols von der Los Angeles Times findet, dass Clapton einige „bluesige Stratocaster-Licks“ auf dem Stück verwendet, sodass es die restlichen „schlechten Pilgrim-Titel“ relativiere. Sie bezeichnete das Stück als „funkig“. Musik-Journalist Greg Kot von Chicago Tribune sieht das Lied als Blues-Titel an. Auf der Hitparade der Billboard Mainstream Rock Songs belegte die Veröffentlichung Platz 18 und verblieb insgesamt 15 Wochen in den Charts. Eine Live-Interpretation des Stückes erschien 2002 auf One More Car, One More Rider.